# Сан Марцано Оливето
Сан Марцано Оливето (итал. San Marzano Oliveto) је насеље у Италији у округу Асти, региону Пијемонт.
Према процени из 2011. у насељу је живело 221 становника. Насеље се налази на надморској висини од 289 м.

## Становништво
Према резултатима пописа становништва 2011. у општини је живело 1.067 становника.
| 1931. | 1936. | 1951. | 1961. | 1971. | 1981. | 1991. | 2001. | 2011. |
| ----- | ----- | ----- | ----- | ----- | ----- | ----- | ----- | ----- |
| 1.717 | 1.636 | 1.384 | 1.166 | 1.064 | 970   | 934   | 1.012 | 1.067 |